# Ślad (album)
Ślad – drugi album zespołu Kombii, wydany w czerwcu 2007 roku promowany w stacjach radiowych (głównie w radiu Eska) tytułowym singlem „Ślad”. Brzmienie płyty to elektroniczne bębny i klawisze, wymieszane ze współczesnymi rytmami oraz gitarami elektrycznymi i akustycznymi. Całość, utrzymaną w konwencji nowoczesnego, melodyjnego i bardzo dobrze brzmiącego popu, scala dojrzale brzmiący wokal Grzegorza Skawińskiego. Pierwszy singiel zdobył szczyty list przebojów, a w dniu premiery krążek zyskał status złotej płyty. W tym samym roku w stacjach radiowych można było usłyszeć melodyjny, nostalgiczny, choć bardzo rytmiczny singiel: „Myślę o tobie”.
Kolejny singiel: „Merenge” promował akcję Eski i TVN „Eska odwołuje zimę 2008”, która odbyła się w Meksyku. Największym przebojem płyty okazał się ostatni singiel o francusko brzmiącej nazwie „Awinion”. Słowa do piosenki ułożył Jacek Cygan, a muzykę skomponował Bartosz Wielgosz. Hit ten przez wielu fanów i krytyków do dziś uważany jest za jeden z największych po powrocie zespołu.
Album odniósł komercyjny sukces i w lipcu 2008 r. zyskał status platynowej płyty.

## Lista utworów
1. Ślad – 1. singiel (2007)
2. Myślę o tobie – 2. singiel (2007)
3. Nie zostało nic
4. Merenge – 3. singiel (2008)
5. Tunele
6. Sposób
7. Baw się tak
8. Awinion – 4. singiel (2008)
9. Fikcja
10. Wszystko zależy od ciebie
11. Tak cię pragnę

## Pozycje na listach
| Lista | Kraj   | Pozycja |
| ----- | ------ | ------- |
| OLiS  | Polska | 1       |